# Азельма
Азельма (фр. Azelma Thénardier) — персонаж романа Виктора Гюго «Отверженные», младшая дочь Тенардье. В сюжете играет незначительную роль, но образ запоминается как социально-этический тип.

## Место образа
Главный отрицательный персонаж «Отверженных» Тенардье по сюжету романа был женат и имел детей. Азельма — средний ребёнок, младшая сестра Эпонины, старшая сестра Гавроша. Родилась Азельма осенью 1816 (к тому времени Тенардье, создав средства за счёт мародёрства при Ватерлоо, открыл трактир в Монфермейле). Вычурное имя Азельма получила от матери под влиянием «глупых романов».

## Эволюция образа
В раннем детстве Азельма Тенардье — хорошенькая черноволосая девочка с длинными косичками: «свеженькая, здоровенькая, радующая глаз». Время проводит в играх и развлечениях со старшей сестрой. Хозяйские дочери по-детски помыкают ровесницей — маленькой служанкой Козеттой, которую жестоко эксплуатирует чета Тенардье.
Впоследствии Тенардье разоряются. Семья перебирается в Париж и погружается в беспросветную нищету. Тенардье живёт мелким мошенничеством и попрошайничеством, но и в этом малоудачлив. Азельма и Эпонина превращаются в уличных девочек «дурного пути». Выполняют мошеннические поручения отца, прячутся от полиции.
В пятнадцать лет Азельма — «полураздетая мертвенно-бледная долговязая девочка». Дома она сидит, «словно ничего не видит, не слышит, не дышит», на улице убегает от «легавых».

У таких существ не бывает ни детства, ни отрочества. Они словно бегут бегом по жизни, чтобы быстрей покончить с нею.

При этом Азельма — в отличие от Эпонины, самостоятельной натуры, бунтующей против Тенардье — беспрекословно подчиняется негодяю-отцу. Она даже ранит себе руку по его приказанию — чтобы разжалобить обманутого филантропа, побудить его раскошелиться.
Тенардье связывается с бандой «Петушиный час» и устраивает у себя на квартире разбойничью засаду. Преступников арестовывает полиция под командованием Жавера. Поначалу Азельма и Эпонина тоже были задержаны, но вскоре освобождены как непричастные к делу. Вскоре Тенардье бежит из тюрьмы. Его жена умирает в камере под следствием. Эпонина и Гаврош погибают в баррикадном бою.

Сам Тенардье и его дочь Азельма, последние, кто остался из этой злополучной семьи, снова канули во тьму.

Тенардье заочно приговорён к смертной казни и скрывается в криминальном подполье Парижа. Азельма находится с ним. К шестнадцатилетию это уже вполне сформировавшаяся уличная девица. Она освоила уголовный жаргон — арго, в разговорах и поведении сквозит наглость и цинизм. Подрабатывает как внештатная осведомительница полиции: «На сегодня меня сторговали фараоны». Даже с отцом Азельма стала держаться иначе: «Да ты что, папаша?.. Отец и отец, эка невидаль». Сам Тенардье воспринимает дочь как толкового агента: «Ты у меня шустрая. Надо постараться. Слышишь, Азельма?»
По отцовскому приказу Азельма выслеживает Козетту, ставшую женой преуспевающего адвоката Мариуса Понмерси (девочка-служанка поднялась по социальной лестнице, тогда как хозяйская дочь опустилась на дно). Тенардье приходит к Мариусу, чтобы продать ложный компромат на Жана Вальжана (приёмный отец Козетты) — и оказывается полностью разоблачён. Мариус обвиняет Тенардье в тяжких преступлениях, объявляет достойным каторги и виселицы. Но он ошибочно считает Тенардье спасителем своего отца и поэтому отпускает, снабдив крупной суммой денег. Через несколько дней Тенардье уезжает в Америку, где в силу «неизлечимой нравственной низости» становится работорговцем. Автор особо отмечает, что Азельма остаётся при отце, выехав вместе с ним.

## Смысл образа
Азельма Тенардье — не очень значительный персонаж романа. Её путь показан пунктирно, она упоминается только в связи с отцом. К концу романа ей ещё нет полных шестнадцати лет. В то же время детская судьба Азельмы впечатляет превращением девочки-«ангелочка» в активную пособницу негодяя и преступника.
На этом образе автор вновь показывает пагубное влияние на личность социальной несправедливости и аморальной среды — которой слабохарактерная Азельма, в отличие от сестры и брата, не могла и не хотела противостоять.